# بيتر ميخائيل
بيتر ميخائيل (بالإنجليزية: Peter Michael)‏ هو متزلج سريع نيوزلندي، ولد في 9 مايو 1989 في ويلينغتون في نيوزيلندا.

## وصلات خارجية
- بيتر ميخائيل على موقع SpeedSkatingBase.eu (الإنجليزية)
- بيتر ميخائيل على موقع SpeedSkatingNews.info (الإنجليزية)
- بيتر ميخائيل على موقع SpeedSkatingStats.com (الإنجليزية)
- بيتر ميخائيل على موقع Rollerstory.net
- بيتر ميخائيل على موقع اللجنة الأولمبية الدولية (الإنجليزية)
- بيتر ميخائيل على موقع أوليمبيديا (الإنجليزية)
- بيتر ميخائيل على موقع اللجنة الأولمبية النيوزيلندية (الإنجليزية)